# The Exies
The Exies es una banda de rock estadounidense proveniente de Los Ángeles, California, formada en 1997. El nombre "The Exies" es una versión corta de "The Existentialists" ("Los Existencialistas"). Sus dos lanzamientos con Virgin Records, Inertia (2003) y Head for the Door (2004), han vendido cerca de 400.000 copias entre ambos. En enero de 2023, después de 16 años sin nueva música, lanzan un nuevo sencillo titulado Spirits High. En mayo de 2024 realizan un show de reunión de integrantes originales: Scott Stevens, Freddy Herrera, Chris Skane y Dennis Wolfe. El 28 de junio de 2024 lanzan un EP titulado 'Closure' con seis temas originales.

## Músicos

### Exintegrantes
- Scott Stevens - Voz, guitarra (1997–2010, 2023)
- Freddy Herrera - Bajo (1997–2010)
- Chris Skane - Guitarra (1997, 2006–2010)
- Isaac Carpenter - Batería (2008–2010)
- Thom Sullivan - Batería (1997–2001)
- David Walsh - Guitarra (1997–2006)
- Dennis Wolfe - Batería (2002–2006)
- Hoss Wright - Batería (2007–2008)

## Discografía

### Estudio
| Año  | Título                                | Sello              | Posición en las listas |
| ---- | ------------------------------------- | ------------------ | ---------------------- |
| 2000 | The Exies                             | Ultimatum Records  | -                      |
| 2003 | Inertia                               | Virgin Records     | 115                    |
| 2004 | Head for the Door                     | Virgin Records     | -                      |
| 2007 | A Modern Way of Living with the Truth | Eleven Seven Music | -                      |
| 2024 | Closure Ep                            |                    |                        |

### Sencillos
| Año  | Título                                    | Posición en las listas | Posición en las listas | Álbum                                 |
| Año  | Título                                    | EEUU Modern Rock       | EEUU Mainstream Rock   | Álbum                                 |
| ---- | ----------------------------------------- | ---------------------- | ---------------------- | ------------------------------------- |
| 2002 | "My Goddess"                              | 26                     | 20                     | Inertia                               |
| 2003 | "Kickout"                                 | -                      | -                      | Inertia                               |
| 2004 | "Ugly"                                    | 13                     | 11                     | Head for the Door                     |
| 2005 | "What You Deserve"                        | -                      | 40                     | Head for the Door                     |
| 2005 | "Hey You"                                 | -                      | -                      | Head for the Door                     |
| 2007 | "Different Than You"                      | -                      | 27                     | A Modern Way of Living with the Truth |
| 2007 | "God We Look Good (Going Down in Flames)" | -                      | -                      | A Modern Way of Living with the Truth |
| 2008 | "These Are the Days"                      | -                      | -                      | A Modern Way of Living with the Truth |

### Vídeos musicales
- My Goddess
- Ugly
- Different than You
- Lay Your Money Down
- God We Look Good (Going Down in Flames)
- These Are the Days
- Once in a Lifetime